# Плонно (Західнопоморське воєводство)
Плонно (пол. Płonno) — село в Польщі, у гміні Барлінек Мисліборського повіту Західнопоморського воєводства.
Населення — 353 особи (2011).
У 1975-1998 роках село належало до Гожовського воєводства.

## Демографія
Демографічна структура станом на 31 березня 2011 року:
|          | Загалом | Допрацездатний вік | Працездатний вік | Постпрацездатний вік |
| -------- | ------- | ------------------ | ---------------- | -------------------- |
| Чоловіки | 184     | 39                 | 133              | 12                   |
| Жінки    | 169     | 35                 | 104              | 30                   |
| Разом    | 353     | 74                 | 237              | 42                   |